# Tempo di azione
(Rita Levi-Montalcini, Tempo di azione)
Tempo di azione è un libro scritto dal premio Nobel Rita Levi-Montalcini, con il quale la neuro-scienziata mira a richiamare l'attenzione dei lettori sull'urgenza di passare dalle parole ai fatti. Come suggerisce il titolo, non possiamo più permetterci di assistere con distacco o rassegnazione alle tante tragedie sociali, economiche, ambientali e culturali di cui il mondo è teatro. Si deve, al contrario, passare all'azione traducendo in fatti concreti ciò che si elabora mentalmente. 
I tragici nodi che oggi l'umanità ha davanti a sé richiedono, con sempre maggior urgenza, una mobilitazione planetaria delle migliori intelligenze e delle buone volontà per la loro soluzione. Esalta le potenzialità inespresse (ma latenti) dei giovani di ambo i sessi, i quali, se messi nelle condizioni di farlo, potrebbero dare al futuro di tutti uno sbocco migliore.
Se è vero che l'istruzione è l'antidoto alle illibertà, è altrettanto vero che solo aprendo a quanti più cittadini del mondo le possibilità di accedere agli strumenti di informazione e formazione si potrà consentire all'umanità di sentirsi partecipe del proprio destino; rispolverando, ad esempio, la Dichiarazione dei Diritti dell'Uomo mentre ancora oggi, a oltre due secoli di distanza dalla sua promulgazione, la grande maggioranza del genere umano vive in condizioni ben lontane da ciò che quella generosa utopia indicava: libertà e parità di diritti e di prospettive per tutti i membri della nostra specie. 
Rita Levi-Montalcini ci ricorda che l'80% della popolazione mondiale è condannata alla povertà e alla fame, alle malattie non curate, a conflitti inter-etnici devastanti e all'assenza di strutture civili. Ma quali possono essere gli strumenti per arginare simili tragedie? Occorre un nuovo umanesimo, scrive la Levi-Montalcini, che utilizzi sia gli strumenti che scienza e tecnologia pongono al servizio dell'esseri umani, sia la razionalità ereditiera dell'Illuminismo. Inoltre, grazie all'informatica e alle sue applicazioni nel campo della comunicazione si apre la prospettiva di una universalizzazione degli abitanti del pianeta (che dovrebbe però andare in senso contrario all'attuale globalizzazione del dominio finanziario), mentre il microcredito e la localizzazione delle risorse consentono la riscoperta del ruolo strategico che le donne dei Paesi emergenti stanno dimostrando di sapere esercitare, liberandosi dalla condizione di sub-alternità a cui erano condannate. 
Una capillare e maggiore diffusione dell'istruzione a tutti i livelli sono le vere risorse verso cui puntare.

## Edizione
- Rita Levi-Montalcini, Tempo di azione - Baldini Castoldi Dalai Editore, 2004, pag. 87 - ISBN 88-8490-429-3